# Cropia
Cropia é um gênero de traça pertencente à família Arctiidae.